# Belle-et-Houllefort
 Belle-et-Houllefort  es una población y comuna francesa, situada en la región de Norte-Paso de Calais, departamento de Paso de Calais, en el distrito de Boulogne-sur-Mer y cantón de Desvres.

## Demografía
| 278 | 267 | 278 | 340 | 405 | 533 |
| Para los censos de 1962 a 1999 la población legal corresponde a la población sin duplicidades (Fuente: INSEE [Consultar]) |     |     |     |     |     |